# Landtag Nordrhein-Westfalen
Der Landtag Nordrhein-Westfalen ist das Landesparlament des Landes Nordrhein-Westfalen und hat seinen Sitz im Haus des Landtags im Regierungsviertel der Landeshauptstadt Düsseldorf, am östlichsten Punkt des Stadtteils Hafen. Der Landtag ist das zentrale Organ der Legislative im politischen System des Landes. Neben dem Beschluss von Gesetzen ist die wichtigste Aufgabe die Wahl des Ministerpräsidenten und die Kontrolle der Regierung.
Die jüngste Landtagswahl fand am 15. Mai 2022 statt.

## Aufgaben und Rechte

Stellung im Staat

### Legislative
Der Landtag hat als Volksvertretung des Landes das Recht der Gesetzgebung, soweit nicht der Bund die Gesetzgebungsbefugnis besitzt. Er ist das zentrale Organ der Legislative des Landes. Er beschließt neue und ändert bestehende Gesetze. Das Grundgesetz regelt die Verteilung der Gesetzgebungskompetenzen zwischen Bund und Ländern. Die alleinige Gesetzgebungskompetenz des Landes liegt z. B. beim Polizei- sowie beim Gemeinderecht und im Schul- und Bildungswesen.

#### Gesetzgebungsprozess
Gesetzesvorlagen können aus der Mitte des Landtages durch eine Fraktion oder durch eine Gruppe von mindestens sieben Mitgliedern des Landtages eingebracht werden. Neben dem Landtag wirkt die Regierung an der Legislative durch das Einbringen von Gesetzesvorlagen maßgeblich mit. In der Praxis stammen die meisten Gesetzesvorlagen aus der Regierung. Gesetzesvorlagen sind detailliert und schriftlich zur Beratung vorzulegen. In 1. Lesung wird im Plenum die Gesetzesvorlage in der Regel zunächst allgemein diskutiert und anschließend einem Fachausschuss, gegebenenfalls auch weiteren Ausschüssen, zur Fachberatung überwiesen. Der Fachausschuss berät die Vorlage detailliert. Gegebenenfalls zieht er externe Experten hinzu, hört Lobbygruppen oder direkt vom Gesetz Betroffene an. Der Fachausschuss überweist den gegebenenfalls umformulierten Gesetzesentwurf mit einer Beschlussempfehlung für die Abgeordneten zurück an das Plenum zur zweiten Lesung. Dort beraten die Abgeordneten den Gesetzentwurf erneut. Jedes Mitglied hat dort die Möglichkeit Änderungen am Entwurf vorzuschlagen. Über die Änderungsvorschläge wird im Plenum einzeln abgestimmt und abschließend über die gesamte Gesetzesvorlage. Der Landtag entscheidet mit Stimmenmehrheit, soweit die Verfassung keine höhere Hürde vorschreibt. Der Landtag ist beschlussfähig, wenn mehr als die Hälfte seiner gesetzlichen Mitgliederzahl anwesend ist. Verfassungsänderungen und Haushaltsgesetze werden in drei Lesungen beraten. Für andere Gesetzgebungsvorhaben können durch eine Fraktion oder durch ein Viertel aller Mitglieder des Landtages ebenfalls davon abweichend eine dritte Lesung und weitere Beratungen der Fachausschüsse beantragt werden. Der Landtagspräsident stellt ein vom Parlament verabschiedetes Gesetz dem Ministerpräsidenten zu. Der Ministerpräsident unterzeichnet und fertigt es aus in seiner Funktion als Staatsoberhaupt des Landes. Nach Verkündung im Gesetz- und Verordnungsblatt kann das Gesetz zum vorgesehenen Stichtag in Kraft treten.

#### Volksbegehren und Volksentscheide
Volksbegehren sind ähnlich wie Gesetzesvorlagen aus Parlament oder Regierung heraus dem Landtag zur Abstimmung vorzulegen. Lehnt der Landtag das Volksbegehren ab, wird ein Volksentscheid durchgeführt. Erfolgreiche Volksentscheide führen zur Ausfertigung als Gesetz. Ein Volksentscheid kann auf Verlangen der Regierung außerdem durchgeführt werden, wenn ein von ihr dem Landtag vorgelegtes Gesetz nicht die Zustimmung des Landtages fand. In der Praxis spielen die Formen der direkten Demokratie aber kaum eine Rolle.

#### Einschränkungen der Gesetzgebungskompetenz
Die Kompetenzen des Landtages in der Gesetzgebung nahmen in den letzten Jahrzehnten in einigen Bereichen ab. Dieser Umstand liegt vor allem in der Gesetzgebungskompetenz des Bundes begründet. Zwar hat die Föderalismusreform die Kompetenzen des Bundes und der Länder zueinander klarer als bisher abgegrenzt, andererseits führt die ungebremste gesetzgeberische Tätigkeit des Bundes in vielen Politikfeldern zu einem engen Rahmen, der die gesetzgeberische Kompetenz des Landes einengt. Die Europäische Union hat zusätzlich einen starken Einfluss auf die nationale Gesetzgebung. Anders als die Partizipationsmöglichkeit an der nationalen Gesetzgebung über den Bundesrat, sind die Länder bei der Europäischen Union nicht direkt vertreten. Über den Bundesrat wirkt das Land aber auch in Angelegenheiten der Europäischen Union mit.

### Wahl des Ministerpräsidenten
Der Landtag wählt den Ministerpräsidenten Nordrhein-Westfalens, wie es in Artikel 51 der Landesverfassung heißt, „aus seiner Mitte“ in geheimer Wahl ohne Aussprache mit mehr als der Hälfte der gesetzlichen Zahl seiner Mitglieder. Als Ministerpräsident kommt also nur ein Mitglied des Landtags in Frage. Kommt die genannte Mehrheit nicht zustande, so findet innerhalb von 14 Tagen ein zweiter, gegebenenfalls ein dritter Wahlgang statt, in dem der gewählt ist, der mehr als die Hälfte der abgegebenen Stimmen erhält. Ergibt sich keine solche Mehrheit, so findet eine Stichwahl zwischen den beiden Vorgeschlagenen statt, die die höchste Stimmenzahl erhalten haben. Enthaltungen und ungültige Stimmen zählen hierbei nicht zu den abgegebenen Stimmen. Bisher wurde der Ministerpräsident meistens im ersten Wahlgang gewählt; die einzigen Ausnahmen waren die Wiederwahl von Franz Meyers am 25. Juli 1966 und die Wahl von Hannelore Kraft am 14. Juli 2010, die jeweils im zweiten Wahlgang erfolgten. Die Abwahl des Ministerpräsidenten ist jederzeit durch konstruktives Misstrauensvotum möglich, hierfür reicht die Mehrheit der abgegebenen Stimmen. Bisher gab es zwei erfolgreiche konstruktive Misstrauensvoten (am 20. Februar 1956 und am 8. Dezember 1966). Der Landtag hat keinen direkten Einfluss auf die Ernennung oder Entlassung der Landesminister, die zusammen mit dem Ministerpräsidenten die Regierung bilden. Eine Neuwahl eines Ministerpräsidenten beim konstruktiven Misstrauensvotum führt aber zum Ende der Amtszeit der bisherigen Landesminister.
Sofern keine einzelne Partei die absolute Mehrheit erreicht, wurde im Landtag in den meisten Fällen eine Regierungskoalition aus mehreren Parteien gebildet, die über eine Mehrheit der Mitglieder des Landtages verfügte und einen ihrer Landtagsabgeordneten, meist einen Abgeordneten der größeren Fraktion, zum Ministerpräsidenten wählte. Eine Ausnahme war der Landtag der 15. Wahlperiode, in dem die Regierungskoalition ohne eigene parlamentarische Mehrheit agierte. Der Ministerpräsident bildet die Regierung im Falle einer Koalition meist aus Politikern der Regierungsparteien. In der Praxis führt die Wahl des Ministerpräsidenten durch eine stabile Regierungskoalition dazu, dass die Landesregierung für ihre Gesetzesvorlagen im Landtag eine gesicherte Mehrheit findet und damit erheblichen Einfluss auf den Gesetzgebungsprozess nehmen kann.
Da das Wahlvolk den Ministerpräsidenten nicht direkt wählt, dieser aber die dominante Figur im politischen System des Landes ist, küren die großen Parteien im Vorfeld einer Landtagswahl einen Spitzenkandidaten, der eine zentrale Rolle im Landtagswahlkampf einnimmt und im Falle des Eintritts in eine Koalitionsregierung eine Spitzenfunktion erhält. Der Spitzenkandidat der kleineren Koalitionspartei wird regelmäßig vom Ministerpräsidenten zu seinem Stellvertreter bestimmt. Der eigentliche Zweck der Landtagswahl, also die Wahl der Abgeordneten, tritt dabei in der öffentlichen Wahrnehmung hinter die vermeintliche Abstimmung über den Ministerpräsidenten oft zurück.

### Kontrolle der Regierung

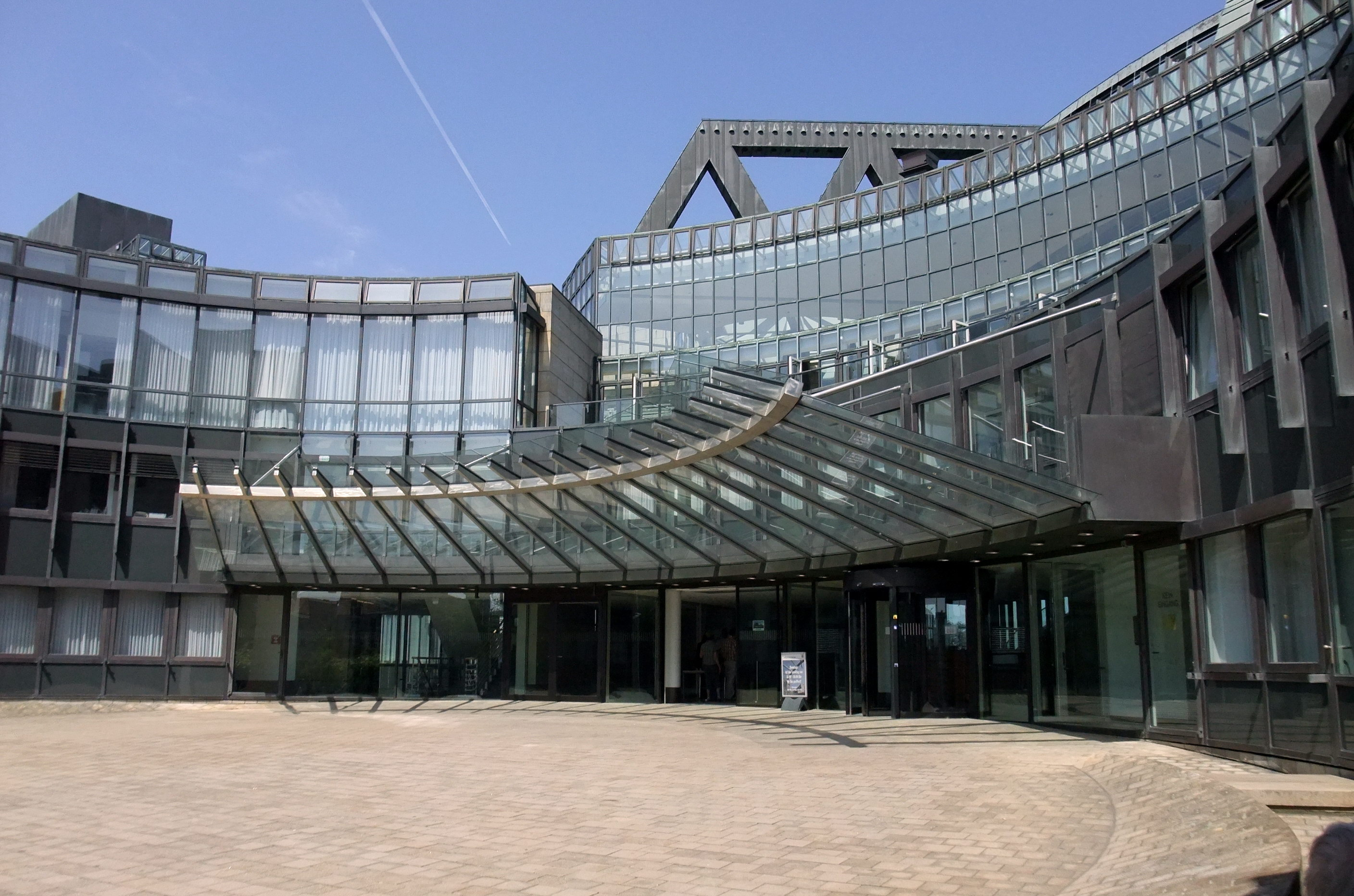
Eingangsbereich

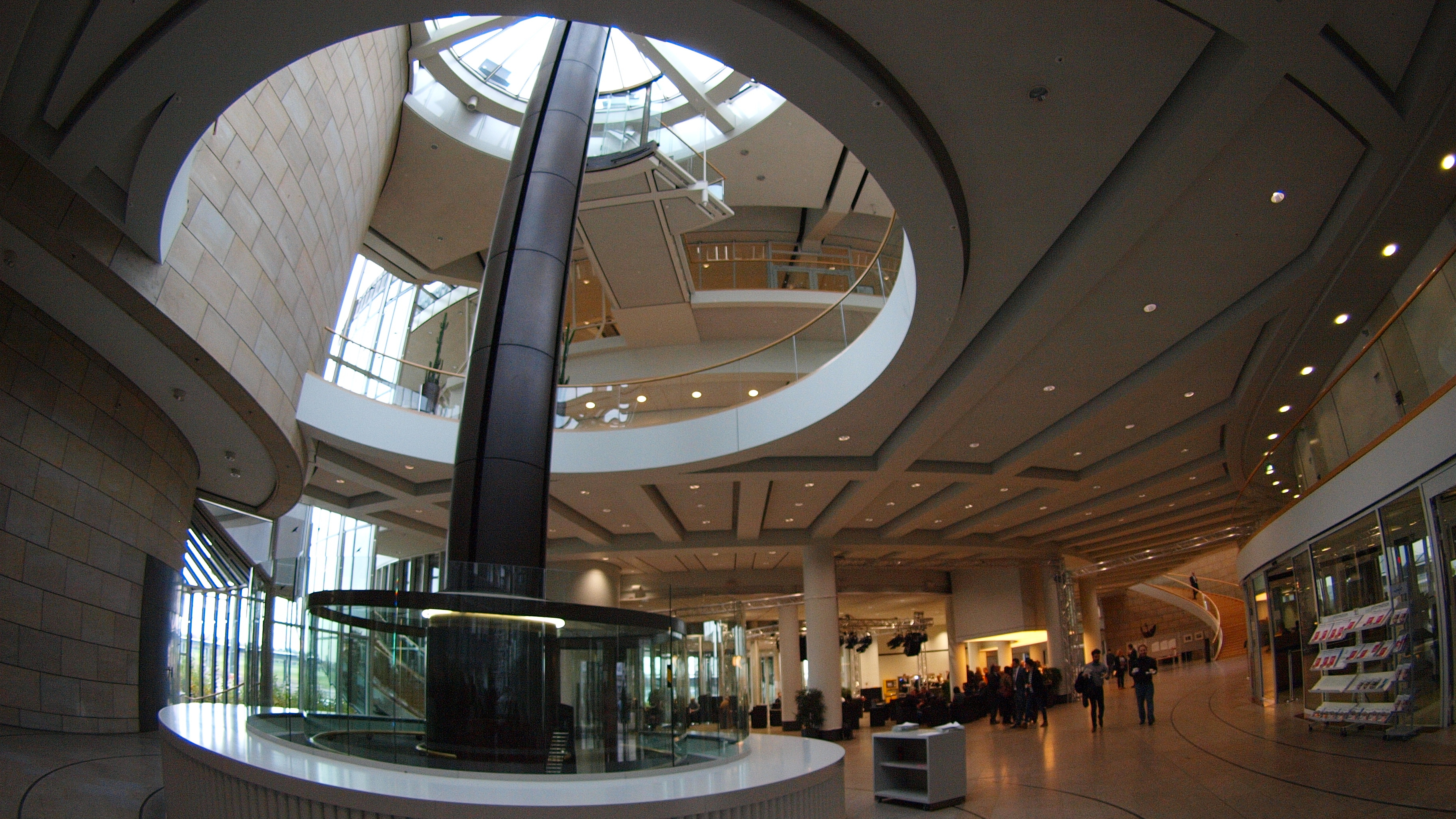
Foyer

Gegenüber der Landesregierung besitzt der Landtag umfangreiche Kontrollmöglichkeiten. Er kann die Mitglieder der Landesregierung zur Befragung in den Landtag rufen und muss dem von der Landesregierung vorzulegenden Haushaltsentwurf zustimmen. Von der Regierung geschlossenen Staatsverträgen muss der Landtag zustimmen. Nicht zuletzt kann der Ministerpräsident durch konstruktives Misstrauensvotum jederzeit abgelöst werden. Der Landesrechnungshof dient der Kontrolle der Verwendung der Landesmittel aller Staatsorgane. Er ist in der Ausübung dieser Kontrolle frei und kontrolliert auch die Finanzen des Landtages, berichtet aber dem Landtag, der die höchsten Mitglieder des Landesrechnungshofes wählt.

### Wahl von Verfassungsrichtern
Der Landtag wählt alle sieben Mitglieder und ihre Stellvertreter mit Zweidrittelmehrheit für 10 Jahre, wobei die Wiederwahl ausgeschlossen ist und nur Personen mit Befähigung zum Richteramt gewählt werden können. Drei Mitglieder und ihre Stellvertreter müssen Berufsrichter sein. Die Amtszeit der unmittelbar vor Inkrafttreten der Änderung am 1. Juli 2017 amtierenden Richter bleibt unberührt. Die lange Amtsperiode, die in der Regel nicht für alle Wahlmitglieder gleichzeitig endet und die die Dauer der Legislaturperiode übersteigt, stellt sicher, dass der Landtag während einer Legislaturperiode nur selten, meist auch nicht gleich zu Beginn der Legislaturperiode, in seltenen Fällen gar nicht, auf die Besetzung der Richter Einfluss nimmt. Dies stärkt die richterliche Unabhängigkeit des Verfassungsgerichtshofes vom Landtag.

### Wahl der Mitglieder der Bundesversammlung
Während die Landesregierung die Vertreter des Landes im Bundesrat nach eigenem Ermessen benennt und aus ihren Reihen stellt, wählt der Landtag die Vertreter des Landes in der Bundesversammlung. Die Anzahl der Vertreter jeder im Landtag vertretenen Partei richtet sich dabei nach ihrer Größe im Landtag. Durch die Einwohnerzahl des Landes NRW (knapp 18 Millionen) stellt das Land etwa ein Fünftel der Abgeordneten der Bundesversammlung, wenn man zu den vom Landtag entsandten Mitgliedern die Bundestagsabgeordneten hinzuzählt, die einen nordrhein-westfälischen Wahlkreis vertreten oder die über eine nordrhein-westfälische Landesliste einer Partei in den Bundestag eingezogen sind. Der Landtag wählt davon etwa die Hälfte der Abgeordneten, nämlich genau jene Mitglieder, die nicht kraft ihrer Mitgliedschaft im Bundestag auch Mitglied der Bundesversammlung sind.

## Organisation

### Allgemein
Der Landtag ist ein Arbeitsparlament, der größte Teil der parlamentarischen Arbeit findet in den Ausschüssen statt, nicht im Plenum. In der Regel handelt es sich bei den Landtagsabgeordneten um Berufspolitiker. Die Abgeordneten finden sich gemäß ihrer Parteizugehörigkeit zu Fraktionen zusammen. Zum Beginn einer Legislaturperiode wählen die Abgeordneten Präsidium, Ältestenrat und besetzen die Ausschüsse.

### Landtagspräsidenten

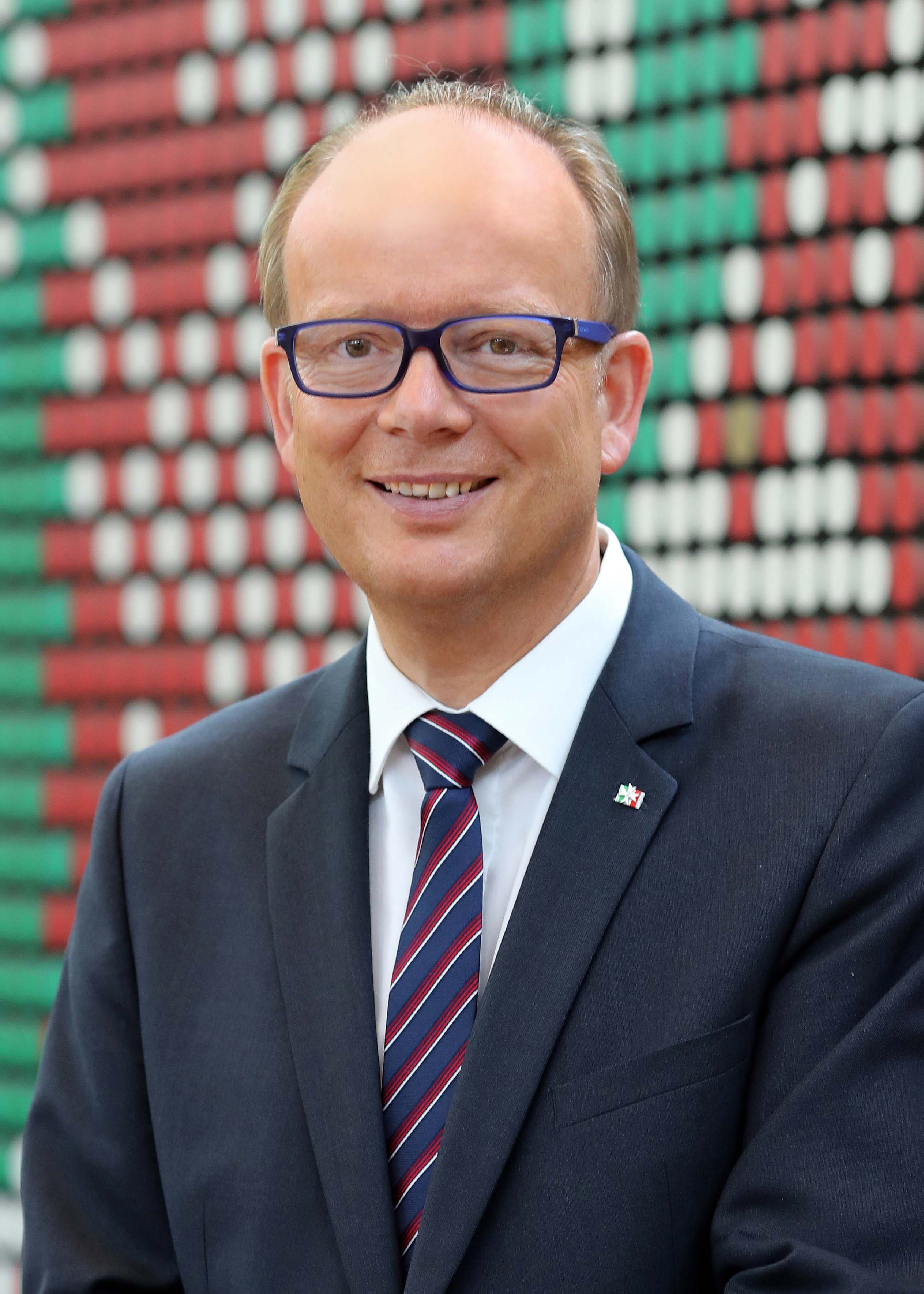
André Kuper (CDU), Präsident des Landtags NRW

Dem Präsidium des Landtages steht der Landtagspräsident vor, der aus der Mitte des Landtages gewählt wird. In der Regel wird der Landtagspräsident von der größten Fraktion im Landtag gestellt. Folgende Landtagspräsidenten standen dem Präsidium vor:
| Präsident             | Partei | Amtszeit                            |
| --------------------- | ------ | ----------------------------------- |
| Ernst Gnoß            | SPD    | 2. Oktober 1946 – 19. Dezember 1946 |
| Robert Lehr           | CDU    | 19. Dezember 1946 – 19. April 1947  |
| Josef Gockeln         | CDU    | 19. April 1947 – 6. Dezember 1958   |
| Wilhelm Johnen        | CDU    | 13. Januar 1959 – 19. April 1966    |
| Josef Hermann Dufhues | CDU    | 19. April 1966 – 23. Juli 1966      |
| John van Nes Ziegler  | SPD    | 25. Juli 1966 – 25. Juli 1970       |
| Wilhelm Lenz          | CDU    | 27. Juli 1970 – 28. Mai 1980        |
| John van Nes Ziegler  | SPD    | 29. Mai 1980 – 29. Mai 1985         |
| Karl Josef Denzer     | SPD    | 30. Mai 1985 – 29. Mai 1990         |
| Ingeborg Friebe       | SPD    | 31. Mai 1990 – 31. Mai 1995         |
| Ulrich Schmidt        | SPD    | 1. Juni 1995 – 2. Juni 2005         |
| Regina van Dinther    | CDU    | 8. Juni 2005 – 9. Juni 2010         |
| Edgar Moron           | SPD    | 10. Juni 2010 – 13. Juli 2010       |
| Eckhard Uhlenberg     | CDU    | 13. Juli 2010 – 31. Mai 2012        |
| Carina Gödecke        | SPD    | 31. Mai 2012 – 31. Mai 2017         |
| André Kuper           | CDU    | seit dem 1. Juni 2017               |

1. ↑  
Nach der Landtagswahl am 9. Mai 2010 kam es erst am 13. Juli 2010 zur Wahl eines neuen Präsidiums. Unter Berufung auf Artikel 38 Abs. 2 der Verfassung für das Land Nordrhein-Westfalen („Bis zur Wahl des neuen Präsidiums führt das bisherige Präsidium die Geschäfte weiter.“) teilte die bisherige Präsidentin van Dinther in der konstituierenden Sitzung am 9. Juni 2010 mit: „Das amtierende Präsidium bleibt im Amt, bis ein neues Präsidium gewählt ist.“ Sie selbst werde, da nicht mehr Mitglied des Landtags, „ihre Amtszeit als Landtagspräsidentin mit dem heutigen Tag beenden“. Das Präsidium des Landtags bestand danach bis zur zweiten Plenarsitzung am 13. Juli 2010 noch aus dem ersten Stellvertreter Edgar Moron (SPD), der dem Landtag ebenfalls nicht mehr angehörte aber nicht zurücktrat, und den weiteren Vizepräsidenten Oliver Keymis (GRÜNE) und Angela Freimuth (FDP).
  - Informationen. Fortführung der Präsidiumsaufgaben. Landtag NRW, 11. Juni 2010, ehemals im Original (nicht mehr online verfügbar); abgerufen am 9. August 2010. (Seite nicht mehr abrufbar. Suche in Webarchiven)  Info: Der Link wurde automatisch als defekt markiert. Bitte prüfe den Link gemäß Anleitung und entferne dann diesen Hinweis.

Der Verzicht auf die Neuwahl des Präsidiums am 9. Juni 2010 wurde als „Selbstentleibung“ des Landtags kritisiert.
  - Patrick Bahners: Landtag in Nordrhein-Westfalen. Selbstentleibung in Düsseldorf. In: FAZ.net. 11. Juni 2010, abgerufen am 11. Juni 2010.

### Präsidium
Das Präsidium beschließt über alle Angelegenheiten der Landtagsverwaltung, soweit sie nicht der Präsidentin bzw. dem Präsidenten vorbehalten sind. Zu den Aufgaben des Präsidiums gehören unter anderem die Belange der Wirtschaftsbetriebe, des Archivs und der Bibliothek.
Dem Präsidium gehören (Stand 1. Juni 2022) an:
- André Kuper (CDU), Landtagspräsident
- Rainer Schmeltzer (SPD), 1. Vizepräsident
- Berivan Aymaz (Grüne), 2. Vizepräsidentin
- Christof Rasche (FDP), 3. Vizepräsident

### Ältestenrat
Der Ältestenrat hat die Aufgabe, den Präsidenten bei der Führung der Geschäfte zu unterstützen und insbesondere eine Verständigung zwischen den Fraktionen über den Arbeitsplan und die Reihenfolge der Beratungsgegenstände der Sitzungen des Landtags sowie über die Verteilung der Stellen der Ausschussvorsitzenden und ihrer Stellvertreterinnen bzw. Stellvertreter herbeizuführen. Er trifft sich durchschnittlich einmal im Monat in der Woche vor den Plenarsitzungstagen und stellt auch den Voranschlag des Haushaltsplans für den Landtag fest. Der Ältestenrat besteht aus dem Präsidenten, den Vizepräsidenten und den Vertretern aller Fraktionen. In der konstituierenden Sitzung am 1. Juni 2022 wurde bestimmt, dass dem Ältestenrat weitere 11 Vertreter der Fraktionen angehören.
Mitglieder der Fraktionen:
- CDU: 4 Mitglieder
- SPD: 3 Mitglieder
- BÜNDNIS 90/DIE GRÜNEN: 2 Mitglieder
- FDP: 1 Mitglied und 1 beratendes sowie zugleich stellvertretendes Mitglied
- AfD: 1 Mitglied und 1 beratendes sowie zugleich stellvertretendes Mitglied

### Fraktionen
Fraktionen im Landtag Nordrhein-Westfalen sind gemäß Artikel 30 Absatz 5 der Verfassung für das Land Nordrhein-Westfalen in der Fassung vom 16. Dezember 2017 in Verbindung mit § 1 Absatz 1 des Gesetzes über die Rechtsstellung der Fraktionen im Landtag von Nordrhein-Westfalen (Fraktionsgesetz – FraktG NRW) unabhängige und selbständige Gliederungen des Parlaments. Sie wirken mit eigenen Rechten und Pflichten bei der parlamentarischen Willensbildung mit. Näheres ist in der Geschäftsordnung des Landtag Nordrhein-Westfalen §§ 11–13 geregelt. Weitere Regelungen sind im Abgeordnetengesetz des Landes Nordrhein-Westfalen – AbgG NRW – vom 5. April 2005 zu finden.

## Mitglieder

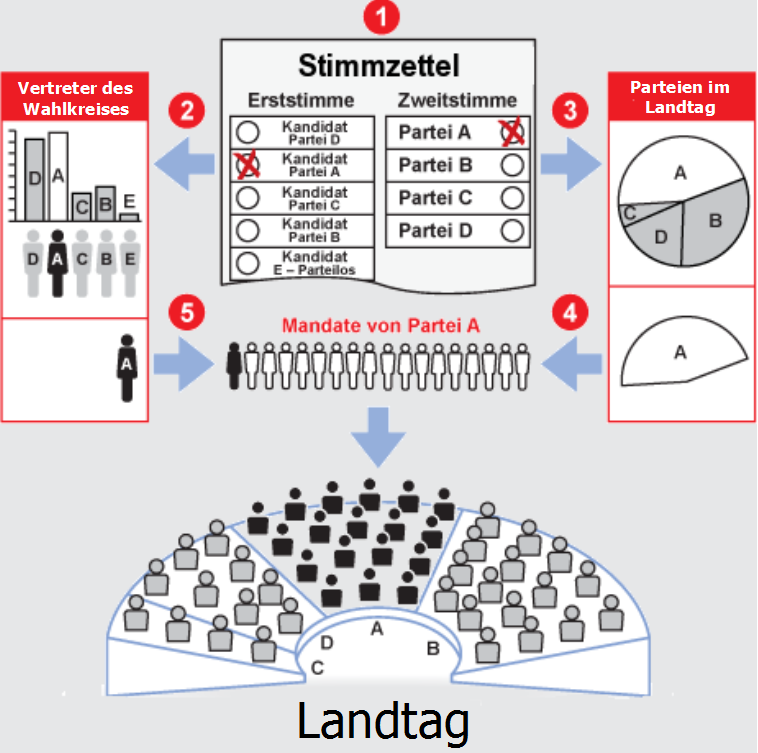
Schema des Landtagswahlrechts. Prinzipiell folgt die Wahl des Landtages in Nordrhein-Westfalen dem Wahlsystem des Bundestags.

### Wahl

#### Grundsätze
Der nordrhein-westfälische Landtag wird nach einem System der personalisierten Verhältniswahl gewählt. Die Landtagsabgeordneten werden in allgemeiner, gleicher, unmittelbarer, geheimer und freier Wahl gewählt. Der Landtag hat mindestens 181 Abgeordnete. Darüber hinaus sind Überhangmandate und Ausgleichsmandate möglich. 128 der Abgeordneten sind Direktkandidaten, die ihre Wahlkreise vertreten. Die restlichen Abgeordneten sind Listenkandidaten, die eine Partei repräsentieren. Jeder Wähler hat zwei Stimmen. Direktkandidaten werden mit der Erststimme gewählt. Die Zweitstimme bestimmt maßgeblich die relative Größe der einzelnen Parteien im neuen Landtag.

#### Wahlberechtigte
Aktive Wahlberechtigung haben alle Deutschen, die das achtzehnte Lebensjahr vollendet haben und am 16. Tag vor der Wahl ihren Wohnsitz in Nordrhein-Westfalen haben und nicht wegen Betreuung oder infolge Richterspruchs vom Wahlrecht oder der Wählbarkeit ausgeschlossen sind. Passives Wahlrecht haben alle aktiv Wahlberechtigten, die mindestens drei Monate ihren Hauptwohnsitz in Nordrhein-Westfalen haben. Das Land Nordrhein-Westfalen hat 18.017.520 (Stand 31. Dezember 2023) Einwohner. Davon besitzen etwa 13,2 Millionen Bürger das aktive und passive Wahlrecht.

#### Wahlkreise
Das Land ist in 128 Wahlkreise von annähernd gleicher Einwohner- und Wählerzahl eingeteilt. Weicht ein Wahlkreis um mehr als 20 % von der Durchschnittsgröße ab, ist er neu abzugrenzen. Jeder Wahlkreis hat rechnerisch etwa 140.000 Einwohner. In der Praxis ist damit beispielsweise jeder Kreis (außer Kreis Höxter und Kreis Olpe) in mehrere, teils kreisübergreifende Wahlkreise eingeteilt. Die Einteilung des Landes in Wahlkreise spielt nur eine Rolle bei der Wahl der Direktkandidaten durch die Vergabe der Erststimmen.

#### Wahlvorschläge
Wahlvorschläge für die Wahl im Wahlkreis (Kreiswahlvorschläge) können von Parteien, Wählergruppen und einzelnen Wahlberechtigten eingereicht werden. Landeslisten können nur von Parteien eingereicht werden. Parteien, die nicht in einem Landtag oder im Bundestag seit deren letzter Wahl vertreten sind und deren Parteieigenschaft nicht vor der letzten Bundestagswahl festgestellt wurde, können Wahlvorschläge seit dem 1. Juli 2017 nur noch einreichen, wenn sie bis zum 90. Tag vor der Wahl dem Landeswahlleiter ihre Beteiligung anzeigen und der Landeswahlausschuss ihre Parteieigenschaft feststellt. Kreiswahlvorschläge müssen bis zum 59. Tag vor der Wahl (bis 2017: 48. Tag vor der Wahl), 18 Uhr, beim Kreiswahlleiter, Landeslisten bis zum selben Zeitpunkt beim Landeswahlleiter eingereicht werden. Die Fristen können bei einer Wahl nach der Auflösung des Landtags durch Rechtsverordnung verkürzt werden. Parteien, die nicht im Landtag oder aufgrund eines Wahlvorschlages aus Nordrhein-Westfalen im Bundestag ununterbrochen seit der letzten Wahl vertreten waren, müssen für eine Landesliste 1000 Unterstützungsunterschriften von Wahlberechtigten beibringen. Für Kreiswahlvorschläge benötigen diese Parteien sowie parteilose Bewerber Unterstützungsunterschriften von mindestens 100 Wahlberechtigten des betreffenden Wahlkreises. Jeder Wahlberechtigte darf nur einen Wahlvorschlag unterstützen. Ein Kreiswahlvorschlag darf nur einen Bewerber enthalten, die Bewerber auf der Landesliste sind in erkennbarer Reihenfolge zu benennen. Wahlvorschläge von Parteien und Wählergruppen müssen in geheimer Abstimmung durch die Mitglieder oder durch geheim gewählte Delegierte beschlossen werden. Die Landesvorstände der Parteien haben ein einmaliges Einspruchsrecht gegen die Wahl einer solchen Mitglieder- oder Vertreterversammlung. Wird ein solcher Einspruch eingelegt, muss die Versammlung wiederholt werden und entweder den Kandidaten bestätigen oder einen anderen Kandidaten wählen. Von diesem Recht hat vor der Landtagswahl 2005 der Landesvorstand der CDU erfolgreich im Wahlkreis Köln II Gebrauch gemacht.

#### Wahl der Direktkandidaten
Mit der Erststimme wählen die Wähler in jedem der 128 Wahlkreise jeweils einen Abgeordneten direkt. Gewählt ist der Bewerber mit den meisten Stimmen, bei Stimmengleichheit entscheidet das Los. Sein Einzug ist unabhängig davon, wie die Zweitstimmen verteilt sind, er zieht in jedem Fall mit 127 weiteren Direktkandidaten in den neuen Landtag ein. Seit 1954 wurden ausschließlich Kandidaten der großen Parteien CDU und SPD gewählt. Die Direktkandidaten sollen theoretisch vor allem die Bürger ihres Wahlkreises repräsentieren. In der Praxis spielt ihre Parteizugehörigkeit bei der Arbeit im Landtag aber die überragende Rolle und tritt hinter die überparteiliche Interessenvertretung aller Bürger bzw. aller Wähler im Wahlkreis zurück. Erringt eine Partei mehr Direktmandate als ihr nach ihrem Zweitstimmenanteil zustehen würden, spricht man von diesen als Überhangmandate (siehe unten).

#### Sitzverteilung im Landtag

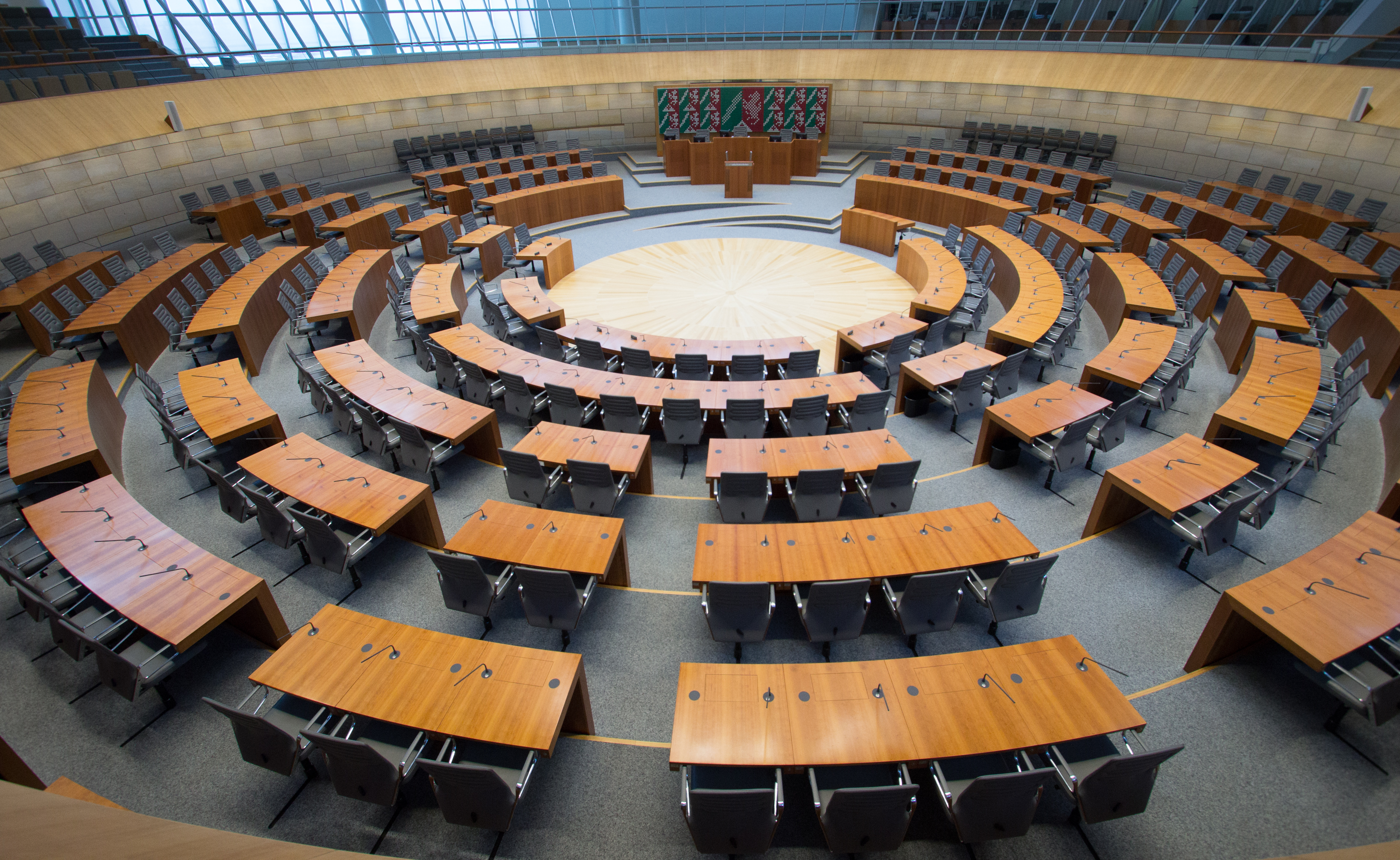
Gesamtansicht des Plenarsaals. Blick zum Rednerpult.

Für die relative Anzahl der Sitze jeder Partei im Landtag sind vor allem die Zweitstimmenanteile von Bedeutung. Folgende Zweitstimmen bleiben beim Verhältnisausgleich unberücksichtigt:
- Stimmen für Parteien, die weniger als 5 % der gültigen Stimmen erhalten haben,
- Zweitstimmen derjenigen Wähler, die mit der Erststimme einen im Wahlkreis erfolgreichen Bewerber wählten, der nicht für eine Partei antrat, für die eine Landesliste zugelassen wurde (also parteilose Bewerber und Bewerber von Parteien, die nur mit Direktkandidaten antreten). (Eine ähnliche Regelung gibt es auch im Bundestagswahlrecht.)

Von der Gesamtzahl der Sitze des Landtags, also 181, wird die Zahl der Direktmandate für Bewerber abgezogen, die nicht für am Verhältnisausgleich teilnehmenden Parteien antraten, und so die Ausgangszahl ermittelt. Da aber seit Gründung des Landes Direktmandate ausschließlich an Bewerber von Parteien gingen, die am Verhältnisausgleich teilnahmen, ist die Ausgangszahl faktisch gleich der Gesamtzahl der Mitglieder des Landtags. Sitze in Höhe der Ausgangszahl werden im Verhältnis der zu berücksichtigenden Zweitstimmen nach dem Sainte-Laguë-Verfahren auf die am Verhältnisausgleich teilnehmenden Parteien verteilt. Von der so ermittelten Sitzzahl für jede Partei wird die Zahl der von dieser Partei errungenen Direktmandate abgezogen. Die verbleibenden Sitze werden der Partei über die Landesliste in der dort festgelegten Reihenfolge zugeteilt, wobei Bewerber außer Betracht bleiben, die ein Direktmandat errungen haben.
Nordrhein-Westfalen hat mit gut 70 % den höchsten Anteil von Direktmandaten an der regulären Mitgliederzahl unter allen deutschen Bundesländern (in den meisten anderen Ländern, wie auch beim Bundestag, sind es nur ca. 50 %). Daher bekommt oft eine Partei mehr Sitze in den Wahlkreisen, als ihr nach Stimmenanteil Sitze zustehen, sogenannte Überhangmandate. In diesem Fall erhalten die übrigen Parteien Ausgleichsmandate, um eine proportionale Verteilung der Sitze herzustellen; der Landtag vergrößert sich um Überhang- und Ausgleichsmandate. Theoretisch können mehrere Parteien gleichzeitig Überhangmandate haben, was aber bisher nicht vorkam. Kommt es zu Überhangmandaten, wird die Sitzzahl wie folgt neu berechnet: Die beim Verhältnisausgleich zu berücksichtigenden Zweitstimmen insgesamt werden durch die Zahl der Stimmen der Partei geteilt, die die relativ größten Zahl an Überhangmandaten hat, und mit der Zahl der Direktmandate für diese Partei multipliziert und zur nächsten ganzen Zahl gerundet. Ergibt sich jetzt unter Berücksichtigung eventueller Direktmandate für nicht am Verhältnisausgleich teilnehmender Parteien eine gerade Gesamtsitzzahl des Landtags, wird die Ausgangszahl um einen weiteren Sitz erhöht, so dass die Mitgliederzahl des Landtags ungerade ist. Die Sitzverteilung wird mit dieser vergrößerten Sitzzahl erneut durchgeführt. Diese Regelung für Ausgleichsmandate kann dazu führen, dass der Landtag stärker vergrößert wird, als zur Herstellung des Proporzes nötig ist, oder dass eine Partei auch bei der erhöhten Gesamtsitzzahl noch Überhangmandate hat. Dieser Fall ist im Landeswahlgesetz nicht geregelt.
Mit Ausnahme der Wahl 2010 traten seit 1985 bei jeder Landtagswahl Überhangmandate auf, sodass auch der Landtag seitdem regelmäßig mehr Abgeordnete als die Mindestmitgliederzahl umfasst.

#### Stimmzettel

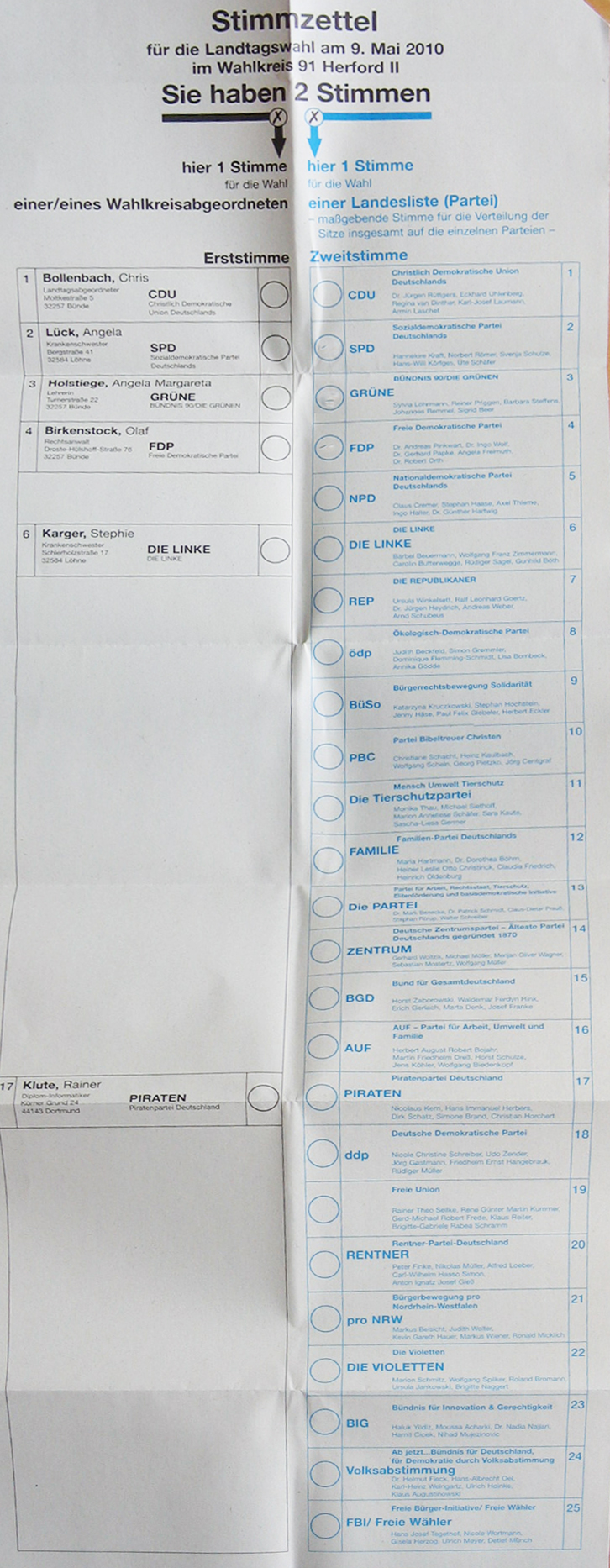
Stimmzettel Landtagswahlkreis Herford II, Wahl 2010

Die linke Spalte ist für die Erststimme vorgesehen, die rechte Spalte für die Zweitstimme. Die Reihenfolge der Wahlvorschläge auf den Stimmzetteln richtet sich zunächst nach der im Land bei der letzten Landtagswahl erreichten Stimmenzahl. Daran schließen sich neu mit Landeslisten antretende Parteien in der Reihenfolge der Einreichung der Liste beim Landeswahlleiter an. Abgeschlossen wird der Stimmzettel durch die nur im Wahlkreis antretenden Parteien und parteilosen Bewerber in der Reihenfolge des Eingangs beim Kreiswahlleiter.

### Ausscheiden einzelner Mitglieder
Durch Verzicht, Verlust der Wählbarkeit oder Tod ausscheidende Abgeordnete werden unabhängig davon, ob sie in Wahlkreisen oder über die Landesliste gewählt sind, durch den nächsten noch nicht gewählten Kandidaten der Landesliste der Partei, für die sie gewählt sind, ersetzt. Direkt gewählte Kandidaten ohne Landesreserveliste werden durch Ersatzwahl ersetzt.
Bei Mandatsverlust infolge Parteiverbotes ist zu unterscheiden, ob der Abgeordnete im Wahlkreis direkt oder aus der Landesreserveliste gewählt ist. Im Falle der Direktwahl findet eine Wiederholungswahl im Wahlkreis statt, bei der der ausgeschiedene Abgeordnete nicht wählbar ist. Über Landeslisten gewählte Abgeordnete werden in diesem Falle nur dann ersetzt, wenn sie für eine nicht verfassungswidrige Partei gewählt waren, also bspw. nach der Wahl zur später für verfassungswidrig erklärten Partei übergewechselt sind.

### Dauer der Wahlperiode
Der am 20. April 1947 gewählte Landtag wurde für drei Jahre gewählt. Die Verfassung von 1950 sah zunächst eine vierjährige Wahlperiode vor. 1969 wurde sie auf fünf Jahre verlängert. Die Wahlperiode beginnt mit der ersten Sitzung des neu gewählten Landtags. Eine reguläre Landtagswahl findet in den letzten drei Monaten der Wahlperiode statt. Der Landtag tritt innerhalb von 20 Tagen nach seiner Wahl erstmals zusammen, jedoch nicht vor Ablauf der Wahlperiode des alten Landtags.
Der Landtag kann sich mit Mehrheit seiner gesetzlichen Mitgliederzahl selbst auflösen. Dies geschah zum ersten Mal am 14. März 2012. Noch nie vorgekommen ist eine Auflösung des Landtags durch die Landesregierung. Voraussetzung dafür ist, dass das Wahlvolk in einem Volksentscheid einer Gesetzesvorlage der Landesregierung zustimmt, die der Landtag zuvor ablehnte. Nach einer Auflösung muss binnen 90 Tagen (bis 2016: binnen 60 Tagen) eine Neuwahl stattfinden.

### Änderungen des Wahlrechts
Mit der Wahl 2005 wurde der Landtag von bis dahin regulär 201 auf regulär 181 Sitze verkleinert, indem die Zahl der Wahlkreise von 151 auf 128 verringert und die Mindestanzahl der Listenmandate von 50 auf 53 erhöht wurde. Jedoch kann der Landtag durch Überhangs- und Ausgleichsmandate auch weiterhin über 200 Sitze haben.
Die Fraktionsstärke der am Verhältnisausgleich teilnehmenden Parteien wurde bis 2005 nach dem Hare/Niemeyer-Verfahren berechnet. Stattdessen wird aktuell das Sainte-Laguë-Verfahren angewendet.
Bis einschließlich 2005 hatte der Wähler, anders als bei der Bundestagswahl und den Landtagswahlen in den meisten anderen Bundesländern, nur eine Stimme für einen Wahlkreiskandidaten, die gleichzeitig im Verhältnisausgleich für die Landesreserveliste seiner Partei zählte. Dies benachteiligte Parteien, die nicht in jedem Wahlkreis einen Kandidaten aufstellen konnten wie 2005 Die Linke (116 Wahlkreise), NPD (109 Wahlkreise) und ödp (78 Wahlkreise). Mit der Einführung einer Zweitstimme zur Landtagswahl im Mai 2010 änderte sich das.

### Wahlergebnisse

#### Landtage vor 2012

Landtagswahlen und Landesregierungen seit 1946

Die ersten Landtage wurden von der britischen Besatzungsmacht ernannt, ab 1947 demokratisch gewählt. Das Land galt bis zur Landtagswahl 2005 als Stammland der deutschen Sozialdemokratie, die in verschiedenen Koalitionen die Landesregierung von 1966 bis 2005 anführte. Die CDU bestritt unter Führung Karl Arnolds von 1947 bis 1956 ihre bisher längste Zeit als größte Regierungspartei. Von 1958 bis 1966 konnte sie erneut für rund acht Jahre als größte Fraktion den Ministerpräsidenten stellen. Während der Zeit der sozialdemokratischen Ministerpräsidenten von 1966 bis 2005 war sie in zwei Wahlperioden die größte Fraktion im Landtag. Sie konnte in dieser Zeit aber keine Regierungskoalition organisieren. Die Landtagswahl 2005 führte erstmals nach Jahrzehnten wieder zu einer Regierung unter Beteiligung der CDU im einstigen Stammland der Sozialdemokratie, die weiterhin aber vor allem die Wahlkreise im Ruhrgebiet behaupten konnte. 2010 hatte die CDU deutliche Verluste zu verzeichnen, blieb allerdings nach Prozenten knapp stärkste politische Kraft. Da CDU und FDP keine eigene Mehrheit mehr besaßen und die SPD eine Regierung unter einem CDU-Ministerpräsidenten ablehnte, kam es zur Bildung einer Minderheitsregierung von SPD und Grünen unter Ministerpräsidentin Hannelore Kraft (SPD), die mit Stimmen der Linken ins Amt gewählt wurde.

#### Landtagswahl 2012
In dem in der Landtagswahl 2012 gewählten Landtag der 16. Wahlperiode sind wie im Landtag von 2010 bis 2012 fünf Fraktionen vertreten. Allerdings fielen die Linken aus dem Landtag, in den wiederum den Piraten der Einzug mit 20 Mandaten gelang. Die SPD errang 99 und die CDU 67 Mandate, die SPD wurde somit nach sieben Jahren wieder stärkste politische Kraft in Nordrhein-Westfalen. Die Minderheitsregierung aus SPD und Grünen erreichte eine eigene Parlamentsmehrheit.
Folgende Tabelle zeigt das vorläufige amtliche Endergebnis der Landtagswahl vom 13. Mai 2012 und die sich daraus ergebende Mandatsverteilung:
| Landtag Nordrhein-Westfalen, Beginn der Legislaturperiode 2012–2017 | Landtag Nordrhein-Westfalen, Beginn der Legislaturperiode 2012–2017 | Landtag Nordrhein-Westfalen, Beginn der Legislaturperiode 2012–2017 | Landtag Nordrhein-Westfalen, Beginn der Legislaturperiode 2012–2017 | Landtag Nordrhein-Westfalen, Beginn der Legislaturperiode 2012–2017 | Landtag Nordrhein-Westfalen, Beginn der Legislaturperiode 2012–2017                            |
| Partei                                                              | Zweitstimmen                                                        | Anteil [%]                                                          | Sitze                                                               | Anteil [%]                                                          | Grafik                                                                                         |
| ------------------------------------------------------------------- | ------------------------------------------------------------------- | ------------------------------------------------------------------- | ------------------------------------------------------------------- | ------------------------------------------------------------------- | ---------------------------------------------------------------------------------------------- |
| SPD                                                                 | 3.050.160                                                           | 39,1                                                                | 99                                                                  | 41,8                                                                | Insgesamt 237 Sitze - Piraten: 20 - SPD: 99 - Grüne: 29 - FDP: 22 - CDU: 67 Landeswahlleiterin |
| CDU                                                                 | 2.050.633                                                           | 26,3                                                                | 67                                                                  | 28,3                                                                | Insgesamt 237 Sitze - Piraten: 20 - SPD: 99 - Grüne: 29 - FDP: 22 - CDU: 67 Landeswahlleiterin |
| GRÜNE                                                               | 884.136                                                             | 11,3                                                                | 29                                                                  | 12,2                                                                | Insgesamt 237 Sitze - Piraten: 20 - SPD: 99 - Grüne: 29 - FDP: 22 - CDU: 67 Landeswahlleiterin |
| FDP                                                                 | 669.971                                                             | 8,6                                                                 | 22                                                                  | 9,3                                                                 | Insgesamt 237 Sitze - Piraten: 20 - SPD: 99 - Grüne: 29 - FDP: 22 - CDU: 67 Landeswahlleiterin |
| PIRATEN                                                             | 608.957                                                             | 7,8                                                                 | 20                                                                  | 8,4                                                                 | Insgesamt 237 Sitze - Piraten: 20 - SPD: 99 - Grüne: 29 - FDP: 22 - CDU: 67 Landeswahlleiterin |
| Sonstige                                                            | 530.269                                                             | 6,9                                                                 | –                                                                   | 0                                                                   | Insgesamt 237 Sitze - Piraten: 20 - SPD: 99 - Grüne: 29 - FDP: 22 - CDU: 67 Landeswahlleiterin |
| Summe                                                               | 7.794.126                                                           | 100,0                                                               | 237                                                                 | 100                                                                 | Insgesamt 237 Sitze - Piraten: 20 - SPD: 99 - Grüne: 29 - FDP: 22 - CDU: 67 Landeswahlleiterin |

Die konstituierende Sitzung des Landtages fand am 31. Mai 2012 statt.

#### Landtagswahl 2017
In dem in der Landtagswahl 2017 gewählten Landtag der 17. Wahlperiode sind wie im Landtag von 2012 bis 2017 fünf Fraktionen vertreten. Allerdings schieden die Piraten aus dem Landtag aus, in den wiederum die AfD mit 16 Mandaten einzog. Die CDU errang 72 und die SPD 69 Mandate, die CDU wurde somit nach fünf Jahren wieder stärkste politische Kraft in Nordrhein-Westfalen. CDU und FDP nahmen wenige Tage nach der Wahl Koalitionsverhandlungen auf.
Folgende Tabelle zeigt das amtliche Endergebnis der Landtagswahl vom 14. Mai 2017 und die sich daraus ergebende Mandatsverteilung:
| Landtag Nordrhein-Westfalen, Beginn der Legislaturperiode 2017–2022 | Landtag Nordrhein-Westfalen, Beginn der Legislaturperiode 2017–2022 | Landtag Nordrhein-Westfalen, Beginn der Legislaturperiode 2017–2022 | Landtag Nordrhein-Westfalen, Beginn der Legislaturperiode 2017–2022 | Landtag Nordrhein-Westfalen, Beginn der Legislaturperiode 2017–2022 | Landtag Nordrhein-Westfalen, Beginn der Legislaturperiode 2017–2022     |
| Partei                                                              | Zweitstimmen                                                        | Anteil [%]                                                          | Sitze                                                               | Anteil [%]                                                          | Grafik                                                                  |
| ------------------------------------------------------------------- | ------------------------------------------------------------------- | ------------------------------------------------------------------- | ------------------------------------------------------------------- | ------------------------------------------------------------------- | ----------------------------------------------------------------------- |
| CDU                                                                 | 2.796.683                                                           | 33,0                                                                | 72                                                                  | 36,2                                                                | Insgesamt 199 Sitze - SPD: 69 - Grüne: 14 - FDP: 28 - CDU: 72 - AfD: 16 |
| SPD                                                                 | 2.649.205                                                           | 31,2                                                                | 69                                                                  | 34,7                                                                | Insgesamt 199 Sitze - SPD: 69 - Grüne: 14 - FDP: 28 - CDU: 72 - AfD: 16 |
| FDP                                                                 | 1.065.307                                                           | 12,6                                                                | 28                                                                  | 14,1                                                                | Insgesamt 199 Sitze - SPD: 69 - Grüne: 14 - FDP: 28 - CDU: 72 - AfD: 16 |
| AfD                                                                 | 626.756                                                             | 7,4                                                                 | 16                                                                  | 8,0                                                                 | Insgesamt 199 Sitze - SPD: 69 - Grüne: 14 - FDP: 28 - CDU: 72 - AfD: 16 |
| GRÜNE                                                               | 539.062                                                             | 6,4                                                                 | 14                                                                  | 7,0                                                                 | Insgesamt 199 Sitze - SPD: 69 - Grüne: 14 - FDP: 28 - CDU: 72 - AfD: 16 |
| Sonstige                                                            | 810.400                                                             | 9,5                                                                 | –                                                                   | 0                                                                   | Insgesamt 199 Sitze - SPD: 69 - Grüne: 14 - FDP: 28 - CDU: 72 - AfD: 16 |
| Summe                                                               | 8.487.413                                                           | 100,0                                                               | 199                                                                 | 100                                                                 | Insgesamt 199 Sitze - SPD: 69 - Grüne: 14 - FDP: 28 - CDU: 72 - AfD: 16 |

Wahlkreismehrheiten 2017

Die konstituierende Sitzung des Landtages fand am 1. Juni 2017 statt. Durch den Austritt von drei Abgeordneten aus der AfD-Fraktion im September und Oktober 2017 schrumpfte diese auf 13 Sitze. Die Ausgetretenen sind seither fraktionslos.

#### Landtagswahl 2022
In dem in der Landtagswahl 2022 gewählten Landtag der 18. Wahlperiode sind wie im Landtag von 2012 bis 2017 sowie von 2017 bis 2022 fünf Fraktionen vertreten. Die CDU errang 76 und die SPD 56 Mandate, die CDU wurde somit erneut stärkste politische Kraft in Nordrhein-Westfalen. CDU und Grüne nahmen wenige Tage nach der Wahl Koalitionsverhandlungen auf.
Folgende Tabelle zeigt das amtliche Endergebnis der Landtagswahl vom 15. Mai 2022 und die sich daraus ergebende Mandatsverteilung:
| Landtag Nordrhein-Westfalen, Beginn der Legislaturperiode 2022–2027 | Landtag Nordrhein-Westfalen, Beginn der Legislaturperiode 2022–2027 | Landtag Nordrhein-Westfalen, Beginn der Legislaturperiode 2022–2027 | Landtag Nordrhein-Westfalen, Beginn der Legislaturperiode 2022–2027 | Landtag Nordrhein-Westfalen, Beginn der Legislaturperiode 2022–2027 | Landtag Nordrhein-Westfalen, Beginn der Legislaturperiode 2022–2027     |
| Partei                                                              | Zweitstimmen                                                        | Anteil [%]                                                          | Sitze                                                               | Anteil [%]                                                          | Grafik                                                                  |
| ------------------------------------------------------------------- | ------------------------------------------------------------------- | ------------------------------------------------------------------- | ------------------------------------------------------------------- | ------------------------------------------------------------------- | ----------------------------------------------------------------------- |
| CDU                                                                 | 2.552.276                                                           | 35,7                                                                | 76                                                                  | 38,97 %                                                             | Insgesamt 195 Sitze - SPD: 56 - Grüne: 39 - FDP: 12 - CDU: 76 - AfD: 12 |
| SPD                                                                 | 1.905.002                                                           | 26,7                                                                | 56                                                                  | 28,72 %                                                             | Insgesamt 195 Sitze - SPD: 56 - Grüne: 39 - FDP: 12 - CDU: 76 - AfD: 12 |
| FDP                                                                 | 418.460                                                             | 5,9                                                                 | 12                                                                  | 6,15 %                                                              | Insgesamt 195 Sitze - SPD: 56 - Grüne: 39 - FDP: 12 - CDU: 76 - AfD: 12 |
| AfD                                                                 | 388.768                                                             | 5,4                                                                 | 12                                                                  | 6,15 %                                                              | Insgesamt 195 Sitze - SPD: 56 - Grüne: 39 - FDP: 12 - CDU: 76 - AfD: 12 |
| GRÜNE                                                               | 1.299.821                                                           | 18,2                                                                | 39                                                                  | 20,00 %                                                             | Insgesamt 195 Sitze - SPD: 56 - Grüne: 39 - FDP: 12 - CDU: 76 - AfD: 12 |
| Sonstige                                                            | 582.504                                                             | 8,1                                                                 | –                                                                   | 0                                                                   | Insgesamt 195 Sitze - SPD: 56 - Grüne: 39 - FDP: 12 - CDU: 76 - AfD: 12 |
| Summe                                                               | 7.146.831                                                           | 100,0                                                               | 195                                                                 | 100                                                                 | Insgesamt 195 Sitze - SPD: 56 - Grüne: 39 - FDP: 12 - CDU: 76 - AfD: 12 |

Die konstituierende Sitzung des Landtages fand am 1. Juni 2022 statt.

### Frauenanteil im Landtag Nordrhein-Westfalen
Der Frauenanteil unter den Abgeordneten beträgt in der 17. Wahlperiode 27,6 Prozent bzw. in absoluten Zahlen 55 von 199.
Der Gesamtanteil der weiblichen Abgeordneten des Landtages betrug in der 16. Wahlperiode knapp 30 Prozent. Er betrug in der 15. Wahlperiode 27,07 Prozent, zum Ende der 14. Wahlperiode 31,02 Prozent und zur 13. Wahlperiode noch 32,47 Prozent.
Im Gegensatz zur 15. Wahlperiode, in der die Fraktion DIE LINKE von einer Frau und einem Mann gemeinsam geleitet wurde, war in der 16. Wahlperiode der Fraktionsvorsitz eine reine Männerdomäne. Die parlamentarische Geschäftsführung war in zwei von fünf Fällen in der Hand von Frauen, nämlich bei den Grünen und bei den Piraten.
Außerdem war in der 16. Wahlperiode des Landtages mit Ministerpräsidentin Hannelore Kraft die erste Frau in der Geschichte Nordrhein-Westfalens an der Spitze der Landesregierung. Auch blieb Sylvia Löhrmann stellvertretende Ministerpräsidentin von Nordrhein-Westfalen.
Der Anteil schwankte von der Ernennungsperiode 1946 und der 10. Wahlperiode 1990 zwischen 5 Prozent und 11 Prozent. Erst mit der 11. Wahlperiode 1990 wurde erstmals die 20-Prozent-Marke überschritten. Seit der 12. Wahlperiode 1995 oszilliert die Anteil bis heute um die 30-Prozent-Marke.
| Übersicht             | 18. Wahlperiode | 18. Wahlperiode | 18. Wahlperiode | 17. Wahlperiode | 17. Wahlperiode | 17. Wahlperiode | 16. Wahlperiode | 16. Wahlperiode | 16. Wahlperiode | 15. Wahlperiode | 15. Wahlperiode | 15. Wahlperiode |
| Fraktion              | gesamt          | Frauen          | Frauenanteil    | gesamt          | Frauen          | Frauenanteil    | gesamt          | Frauen          | Frauenanteil    | gesamt          | Frauen          | Frauenanteil    |
| --------------------- | --------------- | --------------- | --------------- | --------------- | --------------- | --------------- | --------------- | --------------- | --------------- | --------------- | --------------- | --------------- |
| CDU                   | 76              | 16              | 21,1 %          | 72 (67)         | 17              | 23,6 %          | 67              | 15              | 22,4 %          | 67              | 10              | 14,93 %         |
| FDP                   | 12              | 2               | 16,7 %          | 28 (13)         | 5               | 17,9 %          | 22              | 4               | 18,2 %          | 13              | 2               | 15,38 %         |
| SPD                   | 56              | 24              | 42,9 %          | 69 (67)         | 24              | 34,8 %          | 99              | 33              | 33,3 %          | 67              | 19              | 28,36 %         |
| BÜNDNIS 90/DIE GRÜNEN | 39              | 23              | 59 %            | 14 (23)         | 7               | 50 %            | 29              | 15              | 51,7 %          | 23              | 12              | 52,17 %         |
| Die Linke             |                 |                 |                 |                 |                 |                 |                 |                 |                 | 11              | 6               | 54,55 %         |
| Piratenpartei         |                 |                 |                 |                 |                 |                 | 20              | 3               | 15 %            |                 |                 |                 |
| AfD                   | 12              | 1               | 8,3 %           | 16              | 2               | 12,5 %          |                 |                 |                 |                 |                 |                 |
| Landtag gesamt        | 195             | 66              | 33,8 %          | 199             | 55              | 27,6 %          | 237             | 70              | 29,54 %         | 181             | 49              | 27,07 %         |

## Landtagsgebäude

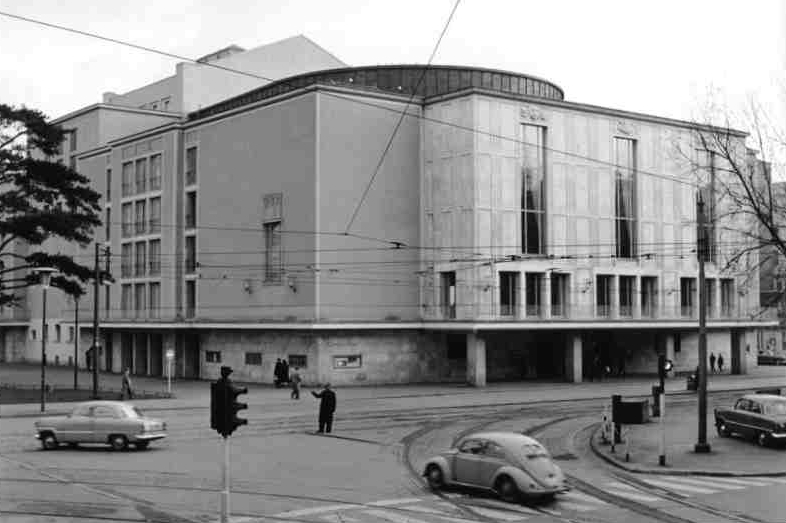
Düsseldorfer Oper, Tagungsort der 1. Sitzung

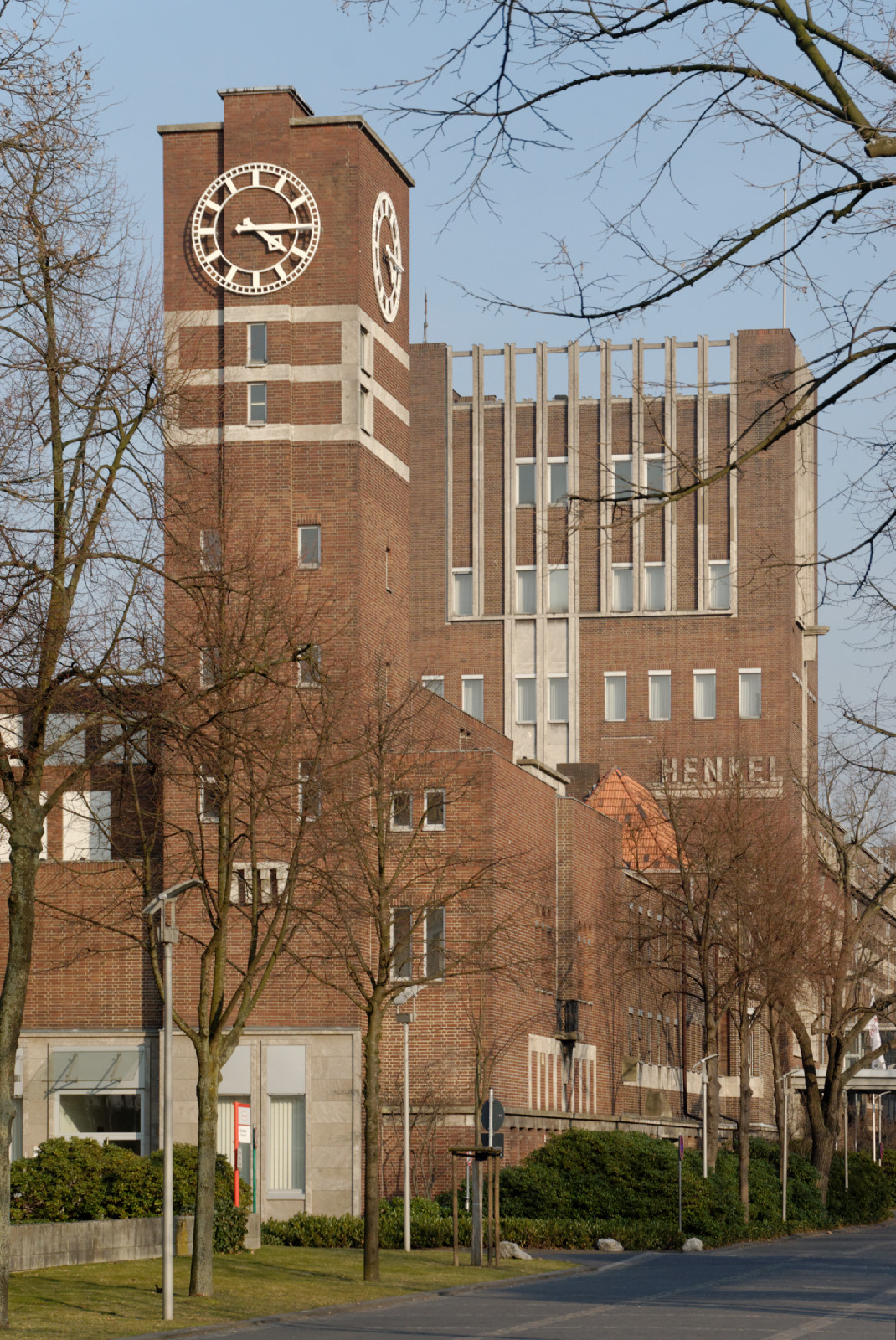
„Haus Henkel“, Tagungsort der 2. bis 19. Sitzung

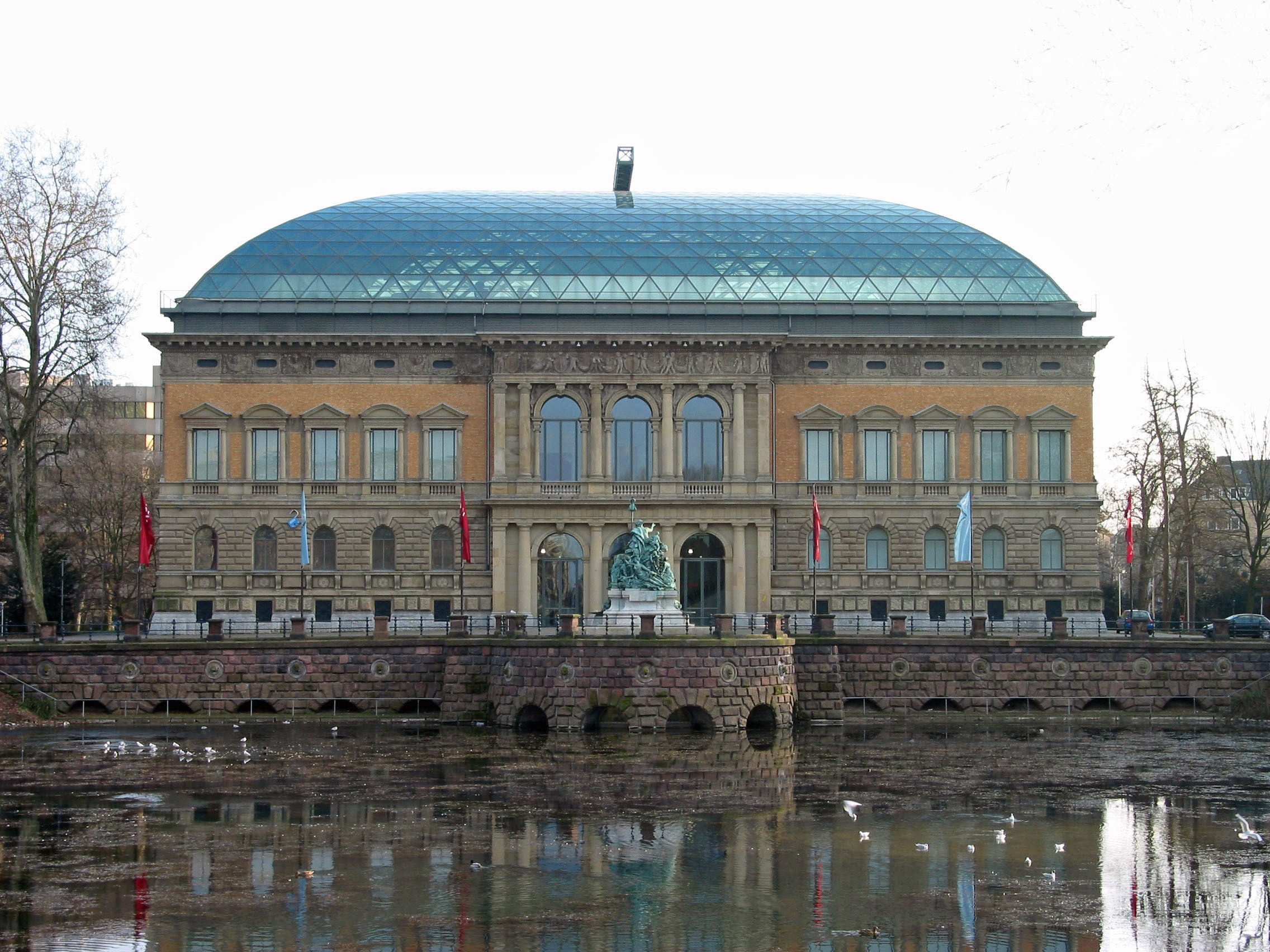
Ständehaus

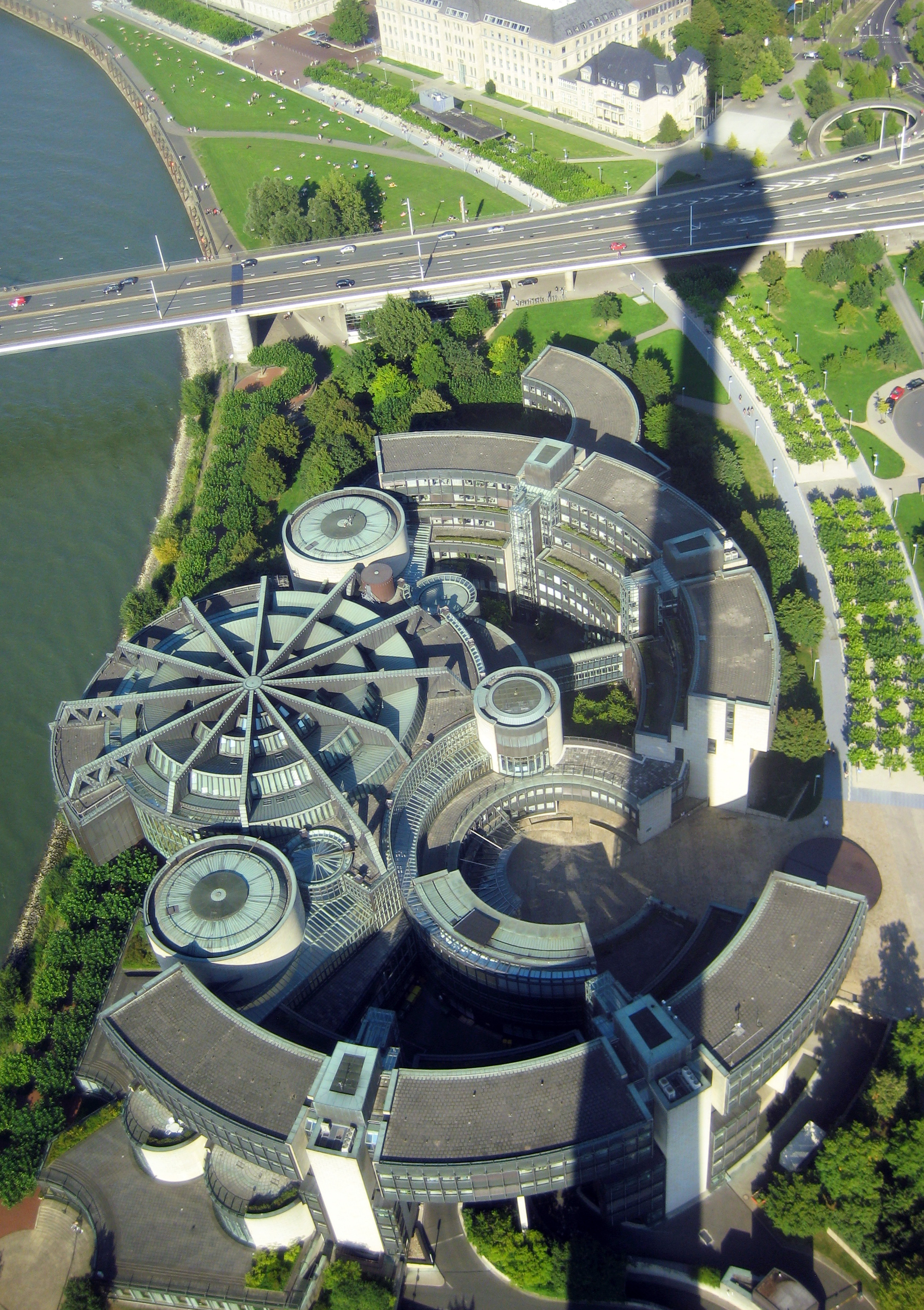
Das Landtagsgebäude in Düsseldorf, vom Rheinturm aus gesehen

### Vorgeschichte und Überblick
Die Wahl Düsseldorfs zur Landeshauptstadt kam im Jahre 1946 überraschend. Die vom Zweiten Weltkrieg stark beschädigte Stadt bot dem Landtag zunächst kaum geeignete Räume. Strukturen einer Landeshauptstadt bestanden nicht. Zwar war Düsseldorf jahrhundertelang Hauptstadt des Herzogtums Berg und wenige Jahre Landeshauptstadt des Großherzogtums Berg gewesen, doch danach diente die Stadt nur noch als Sitz des preußischen Regierungspräsidiums Düsseldorf, als Sitz des Provinzialverbandes der Rheinprovinz sowie als Tagungsort seines Provinziallandtags. Den Rang einer Hauptstadt eines Landes innerhalb des Deutschen Bundes, des Norddeutschen Bundes und des Deutschen Reiches hatte Düsseldorf nie inne. Die Stadt war noch nicht einmal Sitz einer preußischen Provinzregierung gewesen, wie etwa Münster, wenn man von dem Zeitraum Oktober 1945 bis Oktober 1946 absieht, in dem Düsseldorf die Hauptstadt der um die südlichen Regierungsbezirke verkleinerten Rheinprovinz war, der Provinz Nordrhein. Die Entscheidung für Düsseldorf als Landeshauptstadt wurde durch die britische Besatzungsmacht wohl mit Blick auf die zentrale wirtschaftsgeografische und verkehrsgünstige Lage, auf bestehende Zentralen der Montanindustrie sowie auf das Angebot unzerstörter Verwaltungsbauten getroffen. Das wesentlich größere Köln erschien durch die größere Kriegszerstörung und die eher periphere Lage ungünstig, die ehemalige westfälische Provinzhauptstadt Münster war wohl zu klein. Das noch kleinere Detmold war zwar Hauptstadt des Landes Lippe, gehörte 1946 aber noch nicht zum Land Nordrhein-Westfalen.

### Düsseldorfer Oper
Die konstituierende Sitzung des ersten, nicht gewählten, sondern ernannten Landtags fand am 2. Oktober 1946 in der Düsseldorfer Oper statt, die den Spielbetrieb bereits am 9. Oktober 1945 wieder aufgenommen hatte. Die feierliche Eröffnung des Landtags begann mit der Aufführung der Coriolan-Ouvertüre unter Leitung des Düsseldorfer Generalmusikdirektors Heinrich Hollreiser und mit Ansprachen des nordrhein-westfälischen Ministerpräsidenten Rudolf Amelunxen und des Oberbefehlshabers der britischen Zone Sholto Douglas.

### Gesoleisaal
Danach tagte man zunächst in Räumen des Henkel-Werkes in Düsseldorf-Holthausen, das auch den Fraktionen Räume zur Verfügung stellte. Als Plenarsaal wurde vom 2. bis zum 19. Sitzungsabschnitt der Gesoleisaal im „Haus Henkel“ genutzt, in dem regelmäßig Theater- und Kinovorstellungen für die Mitarbeiter der Henkelwerke und für britische Soldaten stattfanden und der deshalb für jede Plenarsitzung wieder hergerichtet werden musste. Die Arbeitsbedingungen waren dürftig. Es gab keine Arbeitspulte, keine festen Räume für Fraktions- und Ausschusssitzungen. Die Landtagsverwaltung war provisorisch im Verwaltungsgebäude des Unternehmens Mannesmann am Rhein untergebracht.

### Ständehaus
1949 zog der Landtag in das Ständehaus, das im Krieg schwer beschädigt und 1947 bis 1949 wiederaufgebaut worden war. Das im Stadtteil Unterbilk gelegene Parlamentsgebäude war bis 1880 für den Provinziallandtag des Provinzialverbandes der Rheinprovinz mit nur etwa 70 Mitgliedern errichtet worden, so dass Abgeordnete und Verwaltung nun auch in umliegenden Gebäuden untergebracht werden mussten. Die beengten räumlichen Verhältnisse führten zunächst zu Plänen, an das Ständehaus anzubauen. Diese Pläne wurden jedoch mit Rücksicht auf die Denkmalwürdigkeit des Altbaus und des ihn umgebenden Parks fallen gelassen. Der Düsseldorfer Architekt und Stadtplaner Edmund Spohr regte an, einen Landtagsneubau am sogenannten Rheinknie zu errichten. Diese Idee fand die Zustimmung des Landtags, schließlich wurde 1988 der Neubau am Rheinufer bezogen. Das Ständehaus stand danach lange leer. Heute ist dort eine Abteilung der Kunstsammlung Nordrhein-Westfalen untergebracht.

### Neuer Landtag
Das neue Landtagsgebäude im Düsseldorfer Regierungsviertel liegt direkt am Rhein und in der Nähe des heutigen Medienhafens. Er wurde 1988 nach Entwürfen des Architekturbüros Eller, Moser, Walter + Partner erbaut. Transparenz und Offenheit kennzeichnen den modernen Entwurf. Sechs halbrunde Teilgebäude gruppieren sich um den kreisrunden Plenarsaal und nehmen dessen Form auf.

### Villa Horion
Einige Sitzungssäle und der Petitionsausschuss sind in der Villa Horion untergebracht. Nach Johannes Horion benannt, war die neoklassizistische, palaisartige, 1911 am Rheinufer erbaute Villa Horion in der Nähe des neuen Landtags von 1961 bis 1999 Sitz des Ministerpräsidenten und der Staatskanzlei, ehe diese in das Stadttor umzogen. Im Schatten der Mannesmannbauten stehend (Mannesmann-Haus, Mannesmann-Hochhaus), wurde sie scherzhaft auch gern „Pförtnerhäuschen von Mannesmann“ genannt. Architekt der Villa Horion und des angrenzenden Landeshauses war Hermann vom Endt. Seit Oktober 2016 dient die Villa als Haus der Parlamentsgeschichte.

## Trivia

Landtagslogo auf der Landtagshomepage

Das Logo des Landtages Nordrhein-Westfalen auf seiner Internetpräsentation stellt ein heraldisch inkorrektes und von der gesetzlichen Beschreibung abweichendes Wappen Nordrhein-Westfalens (mit grünen statt goldenen Butzen auf der Lippischen Rose) sowie den Schriftzug Landtag Nordrhein Westfalen (ohne Bindestrich) dar. Wegen des Leerzeichens in Komposita entspricht auch die Schreibweise des Landesnamens im Logo nicht der Norm, der deutschen Rechtschreibung. Wegen der historisch unterschiedlichen Landesteile Nordrhein und Westfalen wurde Nordrhein-Westfalen jedoch oft als sogenanntes „Bindestrich-Land“ rezipiert (vgl. Nordrhein-Westfalen → Identifikation und kulturelle Identität).